# Mramorsko Brdo
Mramorsko Brdo es un pueblo ubicado en la municipalidad de Merošina, en el distrito de Nišava, Serbia.

## Superficie
Posee una superficie de 2,934 kilómetros cuadrados.

## Demografía
Hasta 2011 la población era de 189 habitantes, con una densidad de población de 64,43 habitantes por kilómetro cuadrado.